# Tongshenghe
Tongshenghe (xinès simplificat: 同升和, pinyin: Tóngshēnghé) és una empresa de moda xinesa fundada el 1902.
La botiga és una de les tres sabateries més antigues de Beijing, i tot i haver-se canviat d'ubicació diverses vegades, des del 2009 s'ubica al carrer Wangfujing, on s'ubicava el 1932.